# Виклик семи океанів
Виклик семи океанів (англ. Oceans Seven) — це випробування марафонського плавання, яке складається із семи надскладних запливів у відкритій воді через Північний канал, протоку Кука, канал Молокай, Ла-Манш, канал Каталіна, протоку Цугару та Гібралтарська протоку.
Цей виклик було створено у 2008 році Стівеном Мунатонесом, засновником Всесвітньої асоціації з плавання на відкритій воді (WOWSA), як плавальний еквівалент альпіністського виклику Семи вершин [англ. Seven Summits].
Попри надзвичайні умови та дистанції складність запливу полягає також у тому, що спортсменові під час запливу дозволяються лише плавальний костюм, шапочка для плавання, окуляри та спеціальні вушні затички або затичка на ніс.

## Список запливів виклику семи океанів
- Північний канал: між Ірландією та Шотландією, 21 миля (34 км) температура води: 12–16 градусів вище нуля, сильні течії (12 км/год) і багато медуз. Період для плавання з липня по вересень.[1]
- Протока Кука: між Північним і Південним островами Нової Зеландії, 16 миль (26 км) температура води: 12–16 градусів вище нуля, сильні течії (12 км/год) і багато медуз та акул. Заплив проводиться у період із листопада по травень.[1]
- Протока Молокаї (також відома як протока Кайві): між Молокаї та О'аху, 27 миль (44 км) Для цього запливу немає якогось певного часу, все залежить від погодних умов. Серед небезпек, отруйні медузи «Португальський кораблик».[1]
- Ла-Манш: між Англією та Францією, 21 миля (34 км) Заплив проводиться у період з червня по вересень та вважається найскладнішою дистанцією через екстремальні погодні умови та сильні течії.[1]
- Протока Каталіна: між островом Санта-Каталіна та Лос-Анджелесом, 20 миль (32 км) Заплив проводиться з червня по вересень у найбільш сприятливі погодні умови.[1]
- Протока Цугару: між японськими островами Хонсю і Хоккайдо, 12 миль (20 км) Заплив проводиться з липня по серпень. У цих водах переважають сильні течії, медузи, акули, морські змії, а також доволі жвавий судноплавний рух.[1]
- Гібралтарська протока: між Іспанією та Марокко, 10 миль (16 км) Період проведення з червня по жовтень. Вважається найтеплішим та найпопулярнішим із запливів.[1]

## Список спортсменів, що брали участь
База даних LongSwims містить список плавців, які виконали завдання:
|    | Name                      | Date completed    | Nation          | Notes                                                        |
| -- | ------------------------- | ----------------- | --------------- | ------------------------------------------------------------ |
| 1  | Stephen Redmond           | 14 липня 2012     | Ірландія        | Перший, хто здійснив сім успішних запливів та подолав виклик |
| 2  | Anna-Carin Nordin         | 08 липня 2013     | Швеція          | Перша жінка, що подолала Виклик cеми океанів                 |
| 3  | Michelle Macy             | 15 липня 2013     | США             |                                                              |
| 4  | Darren Miller             | 23 серпня 2013    | США             |                                                              |
| 5  | Adam Walker               | 6 серпня 2014     | Великобританія  | [ 4 ]                                                        |
| 6  | Kimberley Chambers        | 2 вересня 2014    | Нова Зеландія   |                                                              |
| 7  | Antonio Argüelles         | 3 серпня 2017     | Мексика         | [ 5 ]                                                        |
| 8  | Ion Lazarenco-Tiron       | 27 січня 2018     | Молдова         | Перший з країни, котра не має виходу до моря                 |
| 9  | Rohan Dattatrey More      | 9 лютого 2018     | Індія           | Перший азієць                                                |
| 10 | Abhejali Bernardová       | 24 лютого 2018    | Чехія           | [ 7 ]                                                        |
| 11 | Cameron Bellamy           | 21 червня 2018    | Південна Африка | Перший південно-африканець                                   |
| 12 | Lynton Mortensen          | 14 листопада 2018 | Австралія       | Перший австралієць                                           |
| 13 | Thomas «Fleppy» Pembroke  | 14 грудня 2018    | Австралія       |                                                              |
| 14 | Nora Toledano Cadena      | 30 березня 2019   | Мексика         |                                                              |
| 15 | Mariel Hawley Dávila      | 30 березня 2019   | Мексика         |                                                              |
| 16 | André Wiersig             | 9 липня 2019      | Німеччина       |                                                              |
| 17 | Elizabeth Fry             | 25 серпня 2019    | США             |                                                              |
| 18 | Attila Mányoki            | 26 серпня 2019    | Угорщина        |                                                              |
| 19 | Jonathan Ratcliffe        | 10 грудня 2019    | Великобританія  | [ 10 ]                                                       |
| 20 | Jorge Crivillés           | 1 січня 2020      | Іспанія         | Перший іспанець                                              |
| 21 | Adrian Sarchet            | 29 лютого 2020    | Острів Гернсі   | [ 11 ]                                                       |
| 22 | Prabhat Koli              | 1 березня 2023    | Індія           |                                                              |
| 23 | Dina Levačić              | 14 березня 2023   | Хорватія        | Перша ховатка, наймолодша учасниця (27 років)                |
| 24 | Herman van der Westhuizen | 16 липня 2023     | Південна Африка |                                                              |
| 25 | Andrew Donaldson          | 27 липня 2023     | Великобританія  | Найшвидший загальний час (календарний і кумулятивний)        |
| 26 | Stephen Junk              | 10 вересня 2023   | Австралія       |                                                              |
| 27 | Kieron Palframan          | 6 жовтня 2023     | Південна Африка |                                                              |